# Traviesa de hormigón

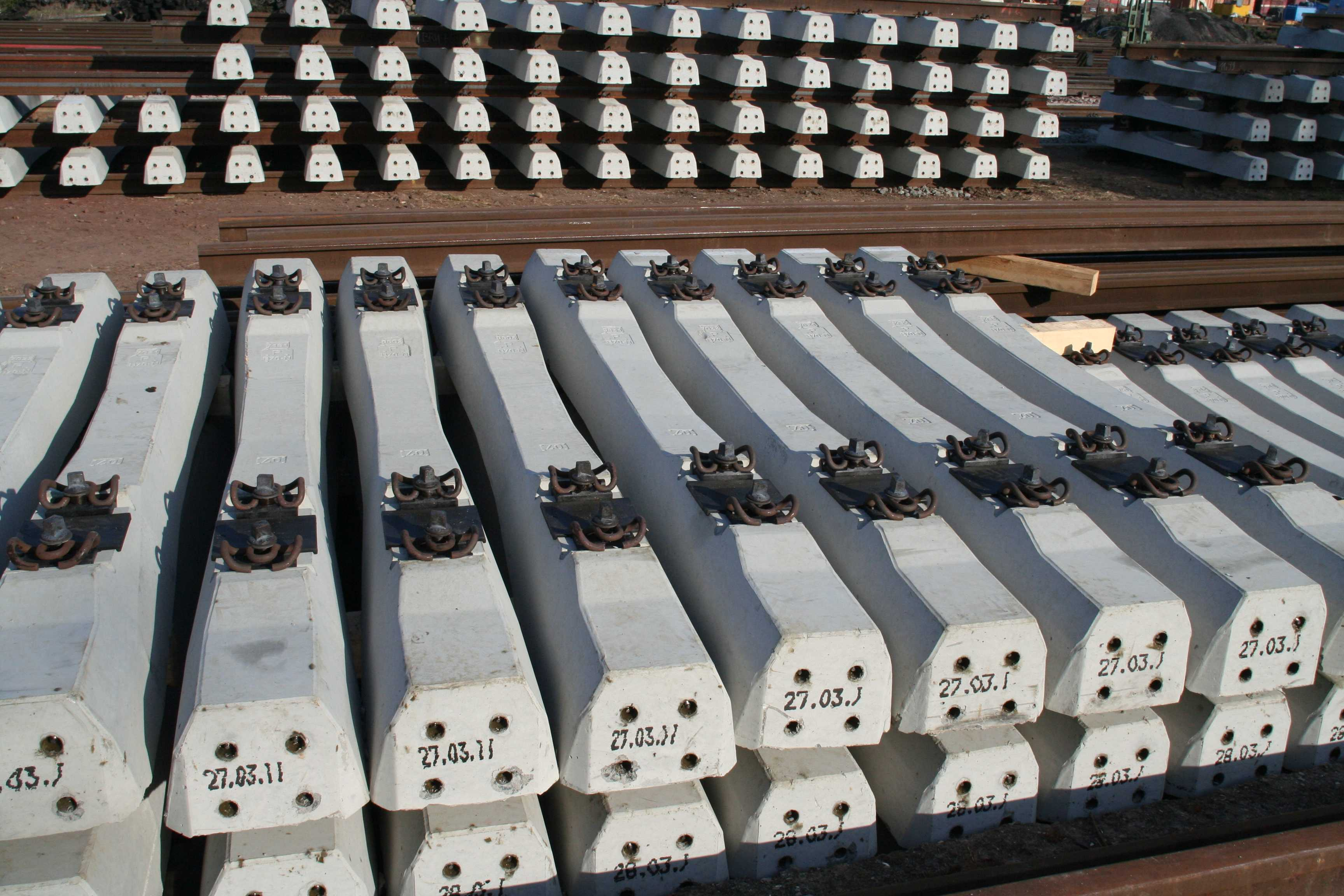
Acopio de traviesas monobloque de hormigón Tipo B-70, utilizadas en Alemania

Las traviesas de hormigón, también denominadas durmientes de hormigón, son un tipo de traviesas que aparece ante la necesidad de buscar elementos más baratos y abundantes que la madera.
Aparecen por primera vez en la Primera Guerra Mundial. Tras muchos intentos y pruebas comienza a consolidarse en el mercado ferroviario a partir de los años 50.

## Funciones de las traviesas
Las principales funciones que debe desempeñar una traviesa son las siguientes:
- a.	Soporte de los raíles, fijando y asegurando su posición en lo referente a cota, separación e inclinación.
- b.	Recibir las cargas verticales y horizontales transmitidas por los raíles y repartirlas sobre el balasto mediante su superficie de apoyo.
- c.	Conseguir y mantener la estabilidad de la vía en el plano horizontal y en el vertical frente a los esfuerzos estáticos procedentes del peso propio y las variaciones de temperatura y a los esfuerzos dinámicos debidos al peso de los trenes. Mantener, siempre que sea posible, por sí mismo y sin ayuda de elementos específicos incorporados a la sujeción, el aislamiento eléctrico entre los dos hilos de raíles cuando la línea esté dotada de circuitos de señalización o por corrientes parásitas.

Para cumplir estas funciones deben considerarse el material, las funciones, el peso, la elasticidad que confiere a la vía, sus características aislantes y su durabilidad. Los materiales de que se dispone para hacer las traviesas serán la madera, el acero, la fundición, los materiales sintéticos, el hormigón, el hormigón armado y el tensado, que es el más usado en la actualidad. Las características de este hormigón tensado son:
- a.	La traviesa de hormigón pretensado o postensado tiene una vida útil en servicio, superior al doble que la de las traviesas de madera.
- b.	Conserva a lo largo de toda la vía una notable constancia en sus condiciones físicas.
- c.	La vía muestra una mayor resistencia a los desplazamientos en su plano.
- d.	Se puede diseñar en la forma más conveniente para resistir los esfuerzos que habrá de soportar en servicio.
- e.	Su costo es un poco menor que la traviesa de madera tratada.
- f.	Para aislar eléctricamente los dos raíles es necesario usar piezas de aislamiento especiales.
- g.	El manejo es más difícil a causa del peso elevado (más de 300 kg) y su relativa fragilidad.
- h.	Presenta una debilidad estructural en su centro, debido a que su apoyo uniforme en el balasto origina esfuerzos de tracción en su cara superior, con posibles grietas en el hormigón.

En general se pide a los materiales un cemento de alta calidad, áridos de resistencia elevada, silíceos y de tamaño uniforme. La resistencia a la compresión del hormigón debe ser mayor de 550 kg/cm², y la tensión de ruptura del acero debe estar por encima de 150 kg/mm².

## Tipos de traviesas de hormigón
Se pueden distinguir claramente dos clases de traviesas de hormigón:
- Traviesa de hormigón monobloque,
- Traviesa de hormigón bibloque.

## Características
La traviesa de hormigón está realizada con una armadura (calculada para ofrecer una buena resistencia a la presión del material rodante) que queda oculta al echar el hormigón al molde. El tiempo de fraguado y endurecimiento es de varios días.

## Desventajas con respecto a la traviesa de madera
La desventaja principal es su peso y con éste la manipulación; la traviesa monobloque pesa unos 300 kg, por lo que para su manipulación se requiere maquinaria o un número considerable de agentes u operadores. Las ventajas son muchas: el peso puede ser una de ellas, pues estabiliza más la vía, la duración es bastante más larga, al no ser un elemento orgánico, como lo es la traviesa de madera. Conserva bien el ancho de vía, aunque hay matizaciones al respecto con la traviesa bibloque.
El coste de la traviesa de hormigón es mucho menor que el de la traviesa de madera, elemento este cada vez más escaso.

## Traviesa de hormigón armado bibloque
Esta traviesa está formada por dos bloques de hormigón de unos 72 cm de longitud, donde apoyará el carril, unidos por una riostra de hierro en forma de T. Este es el motivo de la endeblez y a la postre desuso de esta traviesa.
Tenemos que la riostra es un magnífico conductor, por lo que las sujeciones que sujetan al carril contra los bloques de hormigón han de ser aislantes, con lo que se incrementan los costes, llegando a tener hasta 24 elementos de sujeción.
La manipulación de la traviesa ha de hacerse con sumo cuidado, pues el centro de gravedad de la misma (la riostra) coincide con el punto más débil, por lo que es muy fácil doblarla, quedando inservible.
Una vez colocada la traviesa, se comporta mal en sitios con mucha humedad por la oxidación de la riostra y rotura de la misma. A todo lo anterior se une su mal comportamiento en descarrilos, pues se deforma con mucha facilidad.
Desde los años 80 viene retirándose paulatinamente en beneficio de la traviesa monobloque.

### Sistemas de sujeción
El sistema de sujeción en traviesas bibloque RS es muy específico, es decir, no es posible utilizarlo en otro tipo de traviesa. Este se basa fundamentalmente en la forma del tornillo que encaja en una hendidura, llamada chimenea, y que a su vez se sujeta en la riostra.

#### Sistema RN
- Tornillo para RS de 54, tuerca y arandela (específicos)
- Casquillo aislante
- Grapa de sujeción para RS de 54 interior o exterior
- Goma de caucho para RS de 54

#### Ventaja de la traviesa monobloque

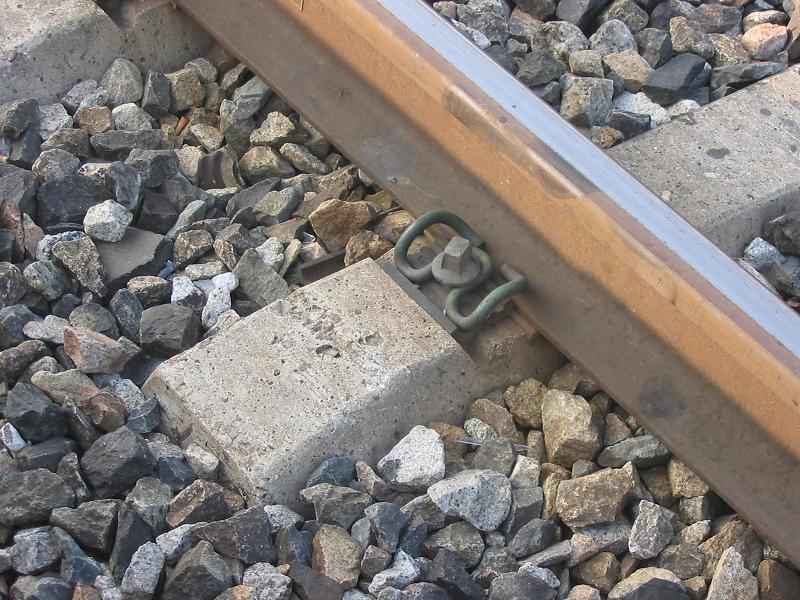
Sistema de sujeción exterior de la traviesa monobloque.

#### Sistema P2

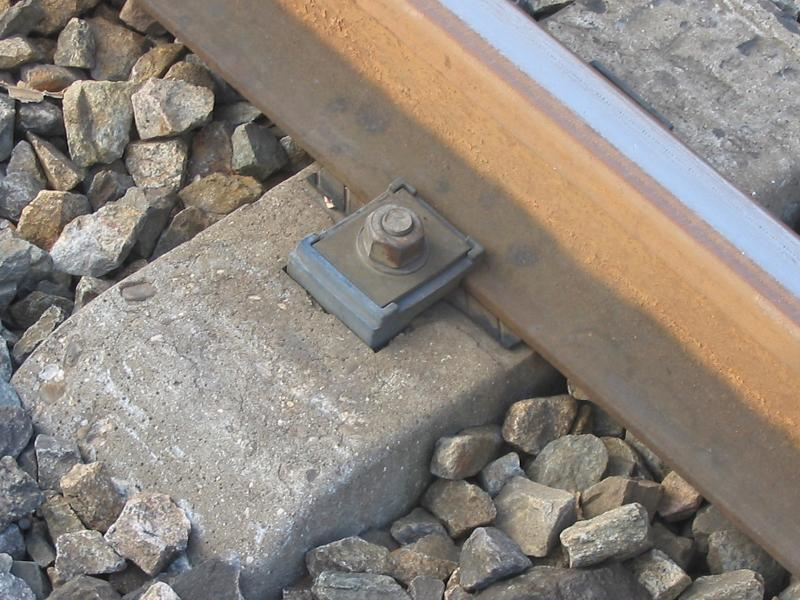
Sistema de sujeción P2.

Se demuestra como un método más eficaz del obsoleto RS. Este sistema cuenta con:
- Tornillo para RS de 54, tuerca y arandela (específicos)
- Grapa de sujeción para RS de 54 interior o exterior
- Goma de caucho para RS de 54

### Traviesa de hormigón armado monobloque
Postensado y pretensado

#### Sistemas de sujeción de la traviesa monobloque

##### Sistema de sujeción HM
Todo este trabajo está realizado utilizando de base la tecnología española, por lo que tanto las técnicas como medidas pueden variar de unos a otros países al no existir una normativa estándar ni internacional, o por lo menos, éste que escribe no la conoce